# فاصله اجتماعی
فاصله اجتماعی به تفاوت میان گروه‌های اجتماعی در یک جامعه بر اساس برخی از مؤلفه‌های از پیش تعیین شده و قابل اندازه گیری گفته می‌شود. مفهوم این اصطلاح ارتباطی به فاصله مکانی ندارد. این اصطلاح به تفاوت‌ها در طبقه اجتماعی، نژاد/قومیت، جنسیت و میل جنسی اشاره دارد. این اصطلاح بیشتر برای شهرها به کار می‌رود.